# Nové Nizozemí
Nové Nizozemí (nizozemsky Nieuw Nederland, latinsky Nova Belgica či Novum Belgium) byla kolonie Spojených nizozemských provincií v Severní Americe. Jeho existence trvala v rozmezí let 1614–1664 (formálně do 1667) a pak ještě krátce v letech 1673–1674. Zahrnovalo oblast části dnešních států severovýchodu USA New York, New Jersey, Delaware a Connecticut. Malé nizozemské opěrné body existovaly krátce i v dnešních státech Pensylvánie a Rhode Island. Hlavní město kolonie byl Nový Amsterdam, základ dnešního města New York. Pro nizozemské osídlení bylo charakteristické následující: 1) malá ale kompaktní populace, kterou tvořili nejen Holanďané, ale i Valoni, hugenoti, Afričané a později i Angličané z Nové Anglie, 2) rozsáhlé obchodní aktivity s Indiány (kožešiny), 3) podnikání Nizozemské západoindické společnosti, 4) dobré vztahy s Indiány na severu kolonie (Irokézové, Mohykáni), 5) špatné vztahy s domorodci na středním a dolním toku Hudsonu (Kieftova válka, Broskvová válka, Esopské války). Nové Nizozemí bylo zpočátku populačně nepatrnou kolonií, ale od konce 30. let 17. století přece jen posilovalo a v roce 1655 obsadilo Nové Švédsko. V roce 1664 žilo v kolonii asi 9 000 osadníků. Angličané využili své populační a vojenské převahy a v roce 1664 Nové Nizozemí obsadili (druhá anglo-holandská válka). Ačkoli kolonie přešla ještě v letech 1673–1674 zpět do nizozemských rukou, záhy se stala natrvalo anglickou.